# La bestia nella giungla
La bestia nella giungla (in inglese: The Beast in the Jungle) è una novella di Henry James, pubblicata nel 1903 nella collezione La parte migliore (titolo orig. The Better Sort). Acclamato generalmente come uno dei migliori racconti dell'Autore, la storia concerne temi universali quali la solitudine, il destino, l'amore e la vita. La parabola di John Marcher e del suo peculiare destino ha colpito i lettori che vi intravedono il valore e il significato della vita umana.

## Trama
La vicenda è ambientata in Inghilterra nel XIX secolo. John Marcher, il protagonista, incontra a un ricevimento May Bartram, una giovane donna che John aveva conosciuto dieci anni prima durante una vacanza in Italia. La donna ricorda la strana confidenza che Marcher le aveva fatto in quell'occasione: il presentimento che un fatto imprevedibile ed enorme è in agguato per lui come una belva nella giungla, e irromperà un giorno nella sua vita. I due si frequentano con assiduità, soprattutto dopo che May si è trasferita a Londra, e fra di loro nasce  una fedele amicizia: vanno spesso insieme al teatro dell'opera, cenano quasi sempre insieme, conversano fra di loro con la familiarità che intercorre fra due sposi. Ma la loro amicizia gravita esclusivamente attorno alla strana ossessione dell'uomo, e Marcher rifiuta l'idea di legami più stretti:
(Henry James, La belva nella giungla, Cap. II, traduzione di Gaetano La Pira)
Passano gli anni, John Marcher nota che May è ormai vecchia e si chiede addirittura «se il grande evento non stesse finalmente per acquistare forma, e se questa forma non rischiasse d'essere null'altro che la condanna ad assistere al trapasso di quella incantevole creatura, di quell'amica meravigliosa». Qualche tempo dopo May Bartram si ammala gravemente: è sofferente e declina rapidamente verso la morte. May tenta di comunicare a Marcher la sua verità: il grande evento è accaduto e lui non se ne è accorto; ma John Marcher non comprende quel che May gli vuol dire. Quando la salute di May peggiora, la mancanza di un legame ufficiale fra i due impedisce a John di assisterla o vegliarla.
Dopo la morte di May, John Marcher parte per un lungo viaggio di svago in Oriente. Tornato in patria, John va a visitare la tomba di lei. La sua attenzione è attratta da un uomo di mezza età, vestito a lutto, assorto davanti a una tomba vicina, sul cui volto John legge i segni di un dolore disperato. Capisce finalmente che l'evento che il destino gli aveva riservato era la rivelazione della sua incapacità ad avere passioni («Cosa aveva mai posseduto quell'uomo, per sanguinare a tal modo dopo averla perduta pur continuando a vivere? Qualcosa — e la rivelazione gli procurò un'enorme angoscia — che lui, John Marcher, non possedeva; e la cui dimostrazione, giust'appunto, era l'arida fine di John Marcher. Nessuna passione l'aveva mai sfiorato»). May, colei che invece lo aveva amato, al termine della sua esistenza aveva tentato, senza risultati, di spingerlo a uscire dal suo egoismo.

## Critica
La bestia nella giungla è una delle opere più note e apprezzate di Henry James; è stata inserita fra l'altro fra i Grandi Libri del Mondo Occidentale dall'Enciclopedia Britannica.
Alcuni critici hanno voluto intravedere, nella figura di John Marcher, alcuni elementi pertinenti la biografia dell'autore. Henry James non si sposò mai e manifestò una scarsa propensione al matrimonio. Tuttavia Henry James ebbe una relazione, i cui particolari non sono del tutto conosciuti, con la scrittrice statunitense Constance Fenimore Woolson. Dopo che la donna morì tragicamente a Venezia nel 1894, forse per suicidio, James distrusse le lettere ricevute dalla Woolson e le sue lettere che aveva inviato alla Woolson, per cui il biografo Leon Edel afferma che la Woolson possa essere stata innamorata non corrisposta di James. Alcuni critici vedono nel comportamento di John Marcher i segni dell'espressione di panico omosessuale maschile mascherato. Altri critici vedono nelle paure di John Marcher una metafora delle paure di Henry James sulla validità della sua opera.

## Edizioni

### In lingua inglese
- in The Better Sort, London: Methuen, 26 febbraio 1903 - New York City: Charles Scribner's Sons, 26 febbraio 1903; Freeport: Books for Libraries Press, 1970, 428 p., riproduzione in facsimile dell'edizione Charles Scribner del 1903; New York City: Charles Scribner's Sons, 2003. (pdf)
- in Complete Stories, Vol. V: 1898-1910, a cura di Denis Donoghue, New York: Literary Classics of the United States, 1996, ISBN 18-83-011-10-8.

### Edizioni italiane
- La tigre nella giungla, traduzione di Giansiro Ferrata, in: Americana: raccolta di narratori dalle origini ai nostri giorni, a cura di Elio Vittorini, Introduzione di Emilio Cecchi, Milano: Bompiani, 1942. La traduzione di Ferrata è apparsa in varie edizioni successive, fra cui:
  - La tigre nella giungla, Milano: Enrico Cederna, 1947.
  - La tigre nella giungla, testo originale a fronte, Introduzione di Giampaolo Casati, Collana Oscar Paralleli, Milano: Mondadori, 1993, ISBN 88-04-37060-2.
  - La tigre nella giungla, con un saggio di Joseph Conrad, Collana Oscar Classici n.559, Milano, Mondadori, 2002, ISBN 88-04-50092-1.
  - La tigre nella giungla, Genova: Marietti, 2013, ISBN 978-88-211-8240-2.

- La bestia nella giungla, traduzione di Carlo Izzo, in: Henry James, Romanzi brevi, a cura di Carlo Izzo, Milano: Bompiani, 1946; in Romanzi brevi, Vol. II, Collana I Meridiani, Milano, Mondadori, 1990.

- La bestia nella giungla e altri racconti, traduzione di Gaetano La Pira, Introduzione di Franco Cordelli, Collana I grandi libri n.309, Milano: Garzanti, 1984, ISBN 978-88-11-36309-5, II ed. 2010.
  - La bestia nella giungla, Collana Racconti d'autore n.21, Milano: Il Sole 24 ore, 2011.

- La bestia nella giungla, trad. e cura di Alberto Rollo, Collana La piccola cultura, Milano, Il Saggiatore, 2022, ISBN 978-88-428-3099-3.